# Grand Hotel Royal
Grand Hotel Royal je bývalý hotel v Piešťanech.

## Historie
V období prvních 10 let 20. století byl jedním z nejluxusnějších hotelů, dnes však chátrá. Byl postaven v roce 1906, kdy byl jeho název doplněn o jméno prvního majitele Rónai – Grand hotel Rónai. Po změně majitele byl přejmenován na Grand Hotel Royal, poté v období vlády komunismu na Grand Hotel Slovan a následně jen na Slovan. Od roku 1986 se uvažuje o obnově zchátralé stavby.
V roce 1985 byla budova hotelu zapsána na ústřední seznam památkového fondu. V tomto roce byl i ukončen provoz hotelu a začala se připravovat obnova. V 90. letech 20. století došlo k několika změnám vlastníka a soudním sporům. Podle evidence Památkového úřadu SR je budova bez využití a její stav je klasifikován jako „dezolátní“.

## Architektura
Hotel je kulturní památkou a nachází se v piešťanském městském parku. Je postavený v secesním stylu podle vídeňského architekta A. Oberländera a je první velkou hotelovou stavbou v Piešťanech. Je na něm patrná autorem oblíbená symetričnost. S početnými vikýři, dvěma artýři, arkádami, terasami a věžičkou je ukázkovým příkladem typické architektury.